# Ier siècle
Voir aussi : liste des siècles, numération romaine.
Le Ier siècle commence le 1er janvier 1 et finit le 31 décembre 100.

## Événements

### Afrique
- Le royaume d'Aksoum, en Éthiopie actuelle, atteint son apogée[1]. En Éthiopie, jusque vers les alentours de l’ère chrétienne, les inscriptions gravées sur pierre utilisent des dialectes sabéens ou minéens purement consonantiques de l’Arabie méridionale, issue de l’écriture phénicienne[2]. Jusqu’au IIIe siècle, l’écriture évolue vers des lettres presque cursives, auxquelles viennent s’attacher des petits signes marquant les voyelles. La langue évolue elle aussi, et l’écriture recevra le nom de guèze, du nom d’un des principaux groupes installés en Éthiopie, les Aguèzat.

- Colonisation de Madagascar par des Austronésiens à partir du début de l’ère chrétienne[3]. L’île de Madagascar est peuplée de Pygmées venus d’Afrique (les mystérieux Vazimbas). Au début de l’ère chrétienne, des Indonésiens auraient débarqué dans l’île après avoir longé la côte orientale de l’Afrique. Vers la même époque, ces Indonésiens auraient introduit des plantes asiatiques jusqu’alors inconnues dans cette région, telles l’igname, la banane et la noix de coco.

- 62 : activité du mathématicien et mécanicien grec Héron[4]. Il enseigne la mécanique à Alexandrie.

### Amérique
- Émergence de cultures complexes sur la côte nord du Pacifique ; artisanat élaboré en bois.

### Asie et Océanie
- 1-250 : période Yayoi récent ou  final au Japon[5]. Amélioration des moyens de production : irrigation plus performante, surfaces cultivées plus vastes, augmentation de la taille des villages, métallurgie du bronze et du fer. L’existence d’une élite locale, puis régionale et transrégionale, est attestée par l’habitat et les tombes, jusqu’à l’apparition des tertres funéraires en « trou de serrure » (zempō-kōen-fun)[6].
- 9-23 : usurpation de Wang Mang en Chine ; les réformes engagées aboutissent à la révolte des Sourcils Rouges.
- 25 : restauration des Han en Chine par un descendant de la famille Liu, Guang Wudi.
- 40-43 : au Viêt Nam, la rébellion des sœurs Trung est réprimée par le général chinois Ma Yuan[7].
- 60-80 : Kujula Kadphisès fonde l’Empire kouchan. Les peuples Kouchans (Kusana) pénètrent en Inde depuis l’Asie centrale. Kadphisès et ses successeurs s’emparent du Gandhara et du Pendjab et conquièrent la vallée du Gange jusqu'à Pataliputra[8].

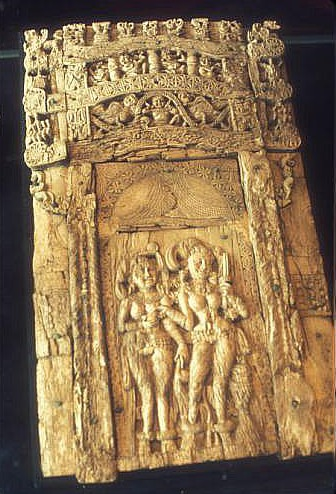
Plaquette en ivoire provenant du trésor de Begrâm conservée au musée national afghan de Kaboul.

- Trésor de Begrâm, l’ancienne Kapisa (Afghanistan) sur la route de la soie (Ier – IVe siècle), découvert en 1938 dans deux magasins murés : laques de Chine, plaques d’ivoire, statues et coffres de l’Inde, vases d’albâtre, statues de bronze, verrerie et poids de balances romaines du bassin méditerranéen.

- Mise en place de systèmes d’irrigation extensifs à Ceylan[9].

- Développement du bouddhisme « mahayana » (Grand Véhicule) au nord de l'Inde, une forme populaire du bouddhisme soutenue par le roi Kouchan Kanishka[10] ; premières représentations du Bouddha sous forme humaine influencées par l'art grec du Gandhara ou par les représentations des yakṣha de Mathura[11].

### Proche-Orient
- Vers 45-60 : le christianisme, apparu à la suite de la prédication de Jésus de Nazareth, porté par les apôtres, s'étend en Orient parmi les juifs hellénisés et les païens, notamment grâce la conversion à Paul de Tarse[12]. Par la suite, cette nouvelle religion se propage dans l'Empire romain et se sépare du judaïsme dont elle était issue.
- Vers 48-49 : première réunion des apôtres et des anciens, appelée concile de Jérusalem, au sujet de l'observance des règles traditionnelles du judaïsme[13].
- 66-73 : première guerre judéo-romaine ; la situation devient difficile en Judée ; les gouverneurs romains sont des despotes, et les Juifs sont poussés à la révolte. Des Juifs fanatiques, les Zélotes déclenchent une violente insurrection en 66, qui est écrasée en 70 par le général Vespasien envoyé par l'empereur Néron ; Jérusalem est reprise et le Temple de Jérusalem détruit, des milliers de Juifs sont crucifiés. La prise de la forteresse de Massada en 73 marque la fin de la révolte[14].

- 70 : après la destruction du Second Temple, les prêtres et les Sadducéens sont éliminés. Yoḥanan ben Zakkaï obtint le transfert du Sanhédrin à Yavné[15], où se tient le concile de Yavné (entre 90 et 100)[16]. Les rabbins pharisiens restent seuls en lice, et leur vision du judaïsme se structure progressivement à partir du IIe siècle, sous la forme du judaïsme rabbinique.

### Europe
- 27 av. J.-C.-476 : L'Empire romain domine tout le bassin méditerranéen. Pax Romana. Haut-Empire romain[17].
- 27 av. J.-C.-68 : dynastie des Julio-Claudiens[17].
- 12 av. J.-C.-9 : occupation romaine de la Germanie sous Auguste.
- Vers 1-400 : âge du fer romain en Scandinavie[18].

- 43-83 : conquête romaine de la Grande-Bretagne[19].
- 69-96 : dynastie des Flaviens[17].

- À la fin du siècle, les Finnois d’Estonie s’établissent au sud de la Finlande[20].
- Selon Jordanès, historien goth du VIe siècle, les Goths, originaires de Suède, franchissent la mer Baltique pour s’installer sur les rives de la Vistule. Des poèmes scandinaves, retranscrits tardivement (Sigurdr ou la parole donnée, La saga de Hervör et du roi Heidrekr, XIIe et XIIIe siècles ), attestent de la migration des Goths vers l’Est et de celle des Burgondes, venus de Norvège (Borgung) ou du Danemark (Bornholm, ancien Burgundarhólmr), vers le sud-ouest. Au IIIe siècle, les Goths migrent vers le sud et on les trouve dans l’estuaire du Danube sur les bords de la mer Noire. Pline l'Ancien évoque le peuple des Vénètes qui peuplent la vallée de la Vistule « jusqu’au golfe des Vénètes » (la Baltique). Tacite hésite s’il faut les considérer comme Germains ou Sarmates, car leurs coutumes ressemblent à celles de ces deux peuples.

- Une lampe à huile décorée du chandelier à sept branches découverte à Orgon, en Provence, témoigne de la présence juive en France pendant la seconde moitié du siècle[21].

## Personnages significatifs
- Chefs politiques :
  - Rome :
    - Empereurs romains :
      - Auguste (63 av J.-C. - 14 ap J.-C.), premier empereur romain qui règne de 27 av J.-C. 14 ap J.-C.
      - Tibère (42 av J.-C. - 37 ap J.-C.), règne de 14 à 37.
      - Caligula (12 - 41), règne de 37 à 41.
      - Claude (10 av J.-C. - 54 ap J.-C.), règne de 41 à 54.
      - Néron (37 - 68), règne de 54 à 68.
      - Galba (-3 - 69), règne de 68 à 69.
      - Othon, (32 - 69), règne en 69.
      - Vitellius, (12 - 69), règne en 69;
      - Vespasien (9 - 79), règne de 69 à 79.
      - Titus (39 - 81), règne de 79 à 81.
      - Domitien (51 - 96), règne de 81 à 96.
      - Nerva (30 - 98), règne de 96 à 98.
      - Trajan (53 - 117), règne de 98 à 117.

    - Autre :
      - Livie (58 av J.-C. - 29 ap J.-C.), première impératrice romaine qui règne de 27 av J.-C. 14 ap J.-C.
      - Varus (46 av J.-C. - 9 ap J.-C.), général et homme politique.
      - Antonia la Jeune (36 av J.-C. - 37 ap J.-C.), fille de Marc Antoine et d'Octavie et mère de Germanicus et de Claude.
      - Séjan (20 av J.-C. - 34 ap J.-C.), homme politique.
      - Germanicus (15 av J.-C. - 19 ap J.-C.), général.
      - Agrippine l'Aînée (14 av J.-C. - 33 ap J.-C.), petite-fille d'Auguste, mère de Caligula et grand-mère de Néron.
      - Ponce Pilate (12 av J.-C. - 38 ap J.-C.), procureur romain de Judée.
      - Agrippine la Jeune (15 - 59), impératrice régnant de 49 à 54.
      - Messaline (20 - 48), impératrice régnant de 41 à 48.
      - Cnaeus Julius Agricola (40 - 93), général.

  - Barbares :
    - Arminius (17 av J.-C. - 21 ap J.-C.), chef militaire germanique.
    - Boadicée (30 - 61), reine des Iceni.
    - Décébale (60 - 106), roi dace qui règne  de 87 à 106.

  - Chine :
    - Wang Mang (45 av J.-C. - 23 ap J.-C.), empereur fondateur de la courte dynastie Xin qui règne de 9 à 23.
    - Han Guang Wudi (5 av J.-C. - 57 ap J.-C.), empereur qui règne de 25 à 57.
    - Han Mingdi (28 - 75), empereur qui règne de 58 à 75.
    - Han Zhangdi (56 - 88), empereur qui règne de 75 à 88.
    - Han Hedi (78 - 106), empereur qui règne de 88 à 106.
    - Ban Chao (32 - 102), général.
    - Gan Ying, ambassadeur à Rome.

- Littérature, science et philosophie :
  - Rome :
    - Tite-Live (64 av J.-C. - 17 ap J.-C.), historien et auteur de Ab Urbe condita libri.
    - Strabon (60 av J.-C. - 20 ap J.-C.), géographe, historien et philosophe grec.
    - Ovide (43 av J.-C. - 17 ap J.-C.), poète.
    - Aulus Cornelius Celsus (29 av J.-C. - 37 ap J.-C.), encyclopédiste.
    - Philon d'Alexandrie (20 av J.-C. - 40 ap J.-C.), philosophe juif hellénisé.
    - Valère Maxime, écrivain, historien et moraliste.
    - Sénèque (4 av J.-C. - 65 ap J.-C.), écrivain, philosophe de l'école stoïcienne et homme politique.
    - Columelle (4 - 70), agronome et écrivain.
    - Asconius (9 - 76), grammairien et historien.
    - Héron d'Alexandrie (10 - 70), ingénieur, mathématicien et mécanicien grec.
    - Phèdre (14 - 50), fabuliste.
    - Quinte-Curce, historien, homme politique et auteur de l'Histoire d'Alexandre le Grand.
    - Apollonios de Tyane (15 - 100), philosophe néopythagoricien, prédicateur et thaumaturge grec.
    - Pline l'Ancien (23 - 79), commentateur, écrivain, naturaliste et auteur d'une encyclopédie intitulée Histoire naturelle.
    - Silius Italicus (26 - 101), homme politique et poète.
    - Pétrone (27 - 66), écrivain, poète et auteur du Satyricon.
    - Quintilien (35 - 96), pédagogue, rhéteur et auteur l'Institution oratoire.
    - Flavius Josèphe (37- 100), érudit, historien et historiographe juif.
    - Martial (38 - 102), poète.
    - Plutarque (46 - 125), biographe, historien, moraliste et philosophe médio-platoniste grec.
    - Stace (45 - 96), poète.
    - Épictète (50 - 135), philosophe grec de l’école stoïcienne.
    - Tacite (54 - 120), historien et homme politique.
    - Pline le Jeune (61 - 113), avocat, écrivain et homme politique.
    - Suétone (70 - 122), écrivain, historien et auteur de la Vie des douze Césars.

  - Chine :
    - Ban Biao (3 - 54), historien.
    - Ban Gu (32 - 92), historien et poète
    - Ban Zhao (45 - 116), historienne et écrivaine.
    - Wang Chong (27 - 97), philosophe.
    - Cai Lun (50 - 121), ministre de l'agriculture qui codifia l'art de fabriquer du papier.

- Religion :
  - Jésus de Nazareth, le fils de Dieu dans diverses croyances.
  - Jean le Baptiste, prophète juif dans le christianisme et l'islam.
  - Apôtres :
    - Pierre, premier pape de Rome qui règne de 30 à 64.
    - André
    - Jacques le Majeur
    - Jean
    - Philippe
    - Barthélemy
    - Thomas
    - Matthieu
    - Jacques le Mineur
    - Jude
    - Simon le Zélote
    - Judas Iscariote
    - Matthias
    - Paul de Tarse, figure centrale du christianisme primitif.

  - Jacques le Juste, évêque de l'Église de Jérusalem.
  - Ignace d'Antioche, auteur et évêque d'Antioche.
  - Polycarpe de Smyrne, disciple de Jean et évêque de Smyrne.
  - Lin, pape qui règne de 64 à 76.
  - Anaclet, pape qui règne de 76 à 88.
  - Clément de Rome, pape qui règne de 88 à 97.
  - Évariste, pape qui règne de 97 à 105.
  - Yoḥanan ben Zakkaï (47 av J.-C. - 73 ap J.-C.), théologien juif tannaïm et fondateur du judaïsme rabbinique.
  - Rabbi Akiva (50 - 136), théologien juif tannaïm et fondateur du judaïsme rabbinique.